# Boulogne (Vendée)
Boulogne je francouzská obec v departementu Vendée v Pays de la Loire.

## Osobnosti obce
- Philippe de Villiers (* 1949), politik